# Bitwa o Planetę Małp
Bitwa o Planetę Małp (ang. Battle for the Planet of the Apes) – amerykański film fantastycznonaukowy z 1973 roku w reżyserii J. Lee Thompsona. Czwarty sequel kultowej Planety Małp (1968).
Krytycy uznali film za najgorszą, najmniej ambitną część serii. Również budżet filmu pozostaje najniższym w porównaniu do pozostałych elementów cyklu.

## Fabuła
Film rozpoczyna się w 2670 roku, gdy małpy i ludzie żyją w harmonii. Sędziwy orangutan Prawodawca czyta ze Świętych Zwojów opowieść o dawnych czasach, dwa szympansy przybyłe z przyszłości dały życie Caesarowi, który wyzwolił małpy spod jarzma człowieka i rozpętał wojnę z ludźmi, na zgliszczach której powstał nowy ład. Następnie akcja przenosi się w kilka lat po wojnie nuklearnej, gdzie ludzie i małpy żyją we względnej równowadze, jednak coraz bardziej zarysowuje się konflikt, podżegany przez wojownicze goryle. Caesar organizuje wyprawę do ruin zniszczonego ludzkiego miasta, gdzie ciągle żyją napromieniowani ludzie. Dla generała Aldo, zbrojna reakcja ludzi z Zakazanego Miasta jest okazją do wybicia resztek ludzkości. Jego wrogiem jest także Caesar. Aldo zabija jego syna. Tymczasem wybuchają długie walki pomiędzy małpami i ludźmi z Zakazanego Miasta.

## Obsada
- Roddy McDowall jako Caesar
- Claude Akins jako generał Aldo
- Natalie Trundy jako Lisa
- Severn Darden jako gubernator Colp
- Lew Ayres jako Mandemus
- Paul Williams jako Virgil
- Austin Stoker jako MacDonald
- Noah Keen jako Abe Nauczyciel
- Richard Eastham jako kapitan mutantów
- France Nuyen jako Alma
- John Huston jako Prawodawca
- Heather Lowe jako doktor
- Bobby Porter jako Cornelius
- Michael Stearns jako Jake
- Cal Wilson jako sierżant York
- Pat Cardi jako młody szympans